# Митровка (присілок)
Митровка (рос. Митровка) — присілок в Ульяновському районі Калузької області Російської Федерації.
Населення становить 4 особи. Входить до складу муніципального утворення Село Ульяново.

## Історія
Від 2004 року входить до складу муніципального утворення Село Ульяново

## Населення
1. Н/Д[2]